# توپی غربی
توپی غربی (به انگلیسی: Topi West) یک منطقهٔ مسکونی در پاکستان است که در خیبر پختونخوا واقع شده‌است.